# 國際象棋史
《國際象棋史》（英語：A History of Chess），英國哈羅德·穆雷著作，由牛津大學出版社在1913年出版，是繼托馬斯·海德《東方局戲》後，象棋史的重要參考書。

## 內容
介紹象棋類遊戲的緣起，國際象棋如何從恰圖蘭卡演變、以及各類歐亞各國古象棋類，如波斯象棋、中國象棋、日本將棋、西班牙大象棋、短兵象棋、信使象棋、本營象棋、帖木兒象棋等，並收錄許多中世紀時的印度象棋、波斯象棋等古棋譜。

## 版本
- Murray, H. J. R. A History of Chess (London: Oxford University Press, 1913)
- Murray, H. J. R. A History of Chess (Northampton, MA: Benjamin Press, 1985) ISBN 0-936317-01-9
- Murray, H. J. R. A History of Chess (New York: Skyhorse Publishing, 2012, paperback reprint of the 1913 edition) ISBN 978-1-62087-062-4